# باول دبليو. بيك
باول دبليو. بيك (بالإنجليزية: Paul W. Beck)‏ هو طيار أمريكي، ولد في 1 ديسمبر 1876 في Fort McKavett State Historic Site ‏ في الولايات المتحدة، وتوفي في 4 أبريل 1922 في أوكلاهوما سيتي في الولايات المتحدة.